# Enter (album, Within Temptation)
Enter je debutové studiové album od nizozemské kapely Within Temptation vydané v roce 1997.

## Seznam skladeb
1. „Restless“ – 6:08
2. „Enter“ – 7:14
3. „Pearls of Light“ – 5:14
4. „Deep Within“ – 4:30
5. „Gatekeeper“ – 6:43
6. „Grace“ – 5:09
7. „Blooded“ – 3:37
8. „Candles“ – 7:07